# Kang Chol-Hwan
Kang Chol-Hwan (født ca 1968) er en afhopper fra Nordkorea. Som barn var han fængslet i Yodok koncentrationslejr i 10 år, efter sin løsladelse flygtede han først til Kina og derefter til Sydkorea. Han er forfatter sammen med Pierre Rigolout til The Akvarier af Pyongyang, og er skribent for den sydkoreanske avis The Chosun Ilbo.
| Biografi | Spire Denne biografi er en spire som bør udbygges. Du er velkommen til at hjælpe Wikipedia ved at udvide den. |